# Wągrowiec
Wągrowiec (prononcé [vɔŋˈɡrɔvjɛt͡s] ; en allemand : Wongrowitz) est une ville de la voïvodie de Grande-Pologne dans le powiat (district) de Wągrowiec.
Située à environ 60 kilomètres au nord de la ville de Poznań, cinquième ville du pays, Wągrowiec a su se développer dans un milieu rural.
Fondée au Moyen Âge par des moines cisterciens, la ville compte plusieurs monuments religieux. Marquée par les différents partages de la Pologne, elle a un temps appartenu au royaume de Prusse sous le Grand-duché de Posen puis sous la province de Posnanie dans l'arrondissement de Wongrowitz. La ville a également souffert au XXe siècle pendant la 2e guerre mondiale et aussi sous la République populaire de Pologne.
Wągrowiec se situe dans un milieu rural, au nord-est de la voïvodie de Grande-Pologne. Également assez proche de la région géographique de la Poméranie, aucun axe majeur ne passe par la ville. Du point de vue touristique, la ville a su profiter de son lac qui propose de nombreuses activités.
Depuis les années 2000 et l'entrée du pays dans l'Union européenne, Wągrowiec s'agrandit et se modernise, à l'image de la déviation qui sera entièrement mise en service en 2015.

## Géographie

### Localisation

Plan de la ville.

Wągrowiec se situe au nord-est de la voïvodie de Grande-Pologne, dans la région historique et géographique des Pałuki, la « région aux 130 lacs »,, et dans la région des lacs de Chodzież (Pojezierze chodzieskie).
À vol d'oiseau, Wągrowiec se situe à 48 km au nord-est de Poznań
, chef-lieu de la voïvodie de Grande-Pologne et cinquième ville du pays, et à 266 km au nord-ouest de Varsovie

, capitale de la Pologne. Les villes les plus proches, dans le powiat de Wągrowiec, sont Skoki, située à 15 km au sud de Wągrowiec

et Gołańcz, située à 16 km au nord de Wągrowiec 
.
Le territoire de la ville s'étend du sud-ouest au nord-est sur 17,83 km2, soit 1 783 hectares[réf. à confirmer].

### Géologie et relief
Wągrowiec se situe dans les plaines de Grande-Pologne, et d'une manière plus générale dans la plaine germano-polonaise. Cette partie de la Grande-Pologne, de paysages lacustres, a été formée par des glaciers durant le Quaternaire,
. Les sols sont des moraines, composés principalement de sable. L'altitude de cette région est relativement faible, ne dépassant pas les 100 mètres. A Wągrowiec, l'altitude moyenne est d'environ 80 mètres.

### Hydrographie
La ville de Wągrowiec est alimentée par deux cours d'eau, la Wełna, affluent de la Warta et donc sous-affluent de l'Oder, et la Nielba (pl), qui se jette dans la Wełna à Wągrowiec. Ces deux rivières offrent d'ailleurs une particularité en formant un croisement en plein centre-ville de Wągrowiec.

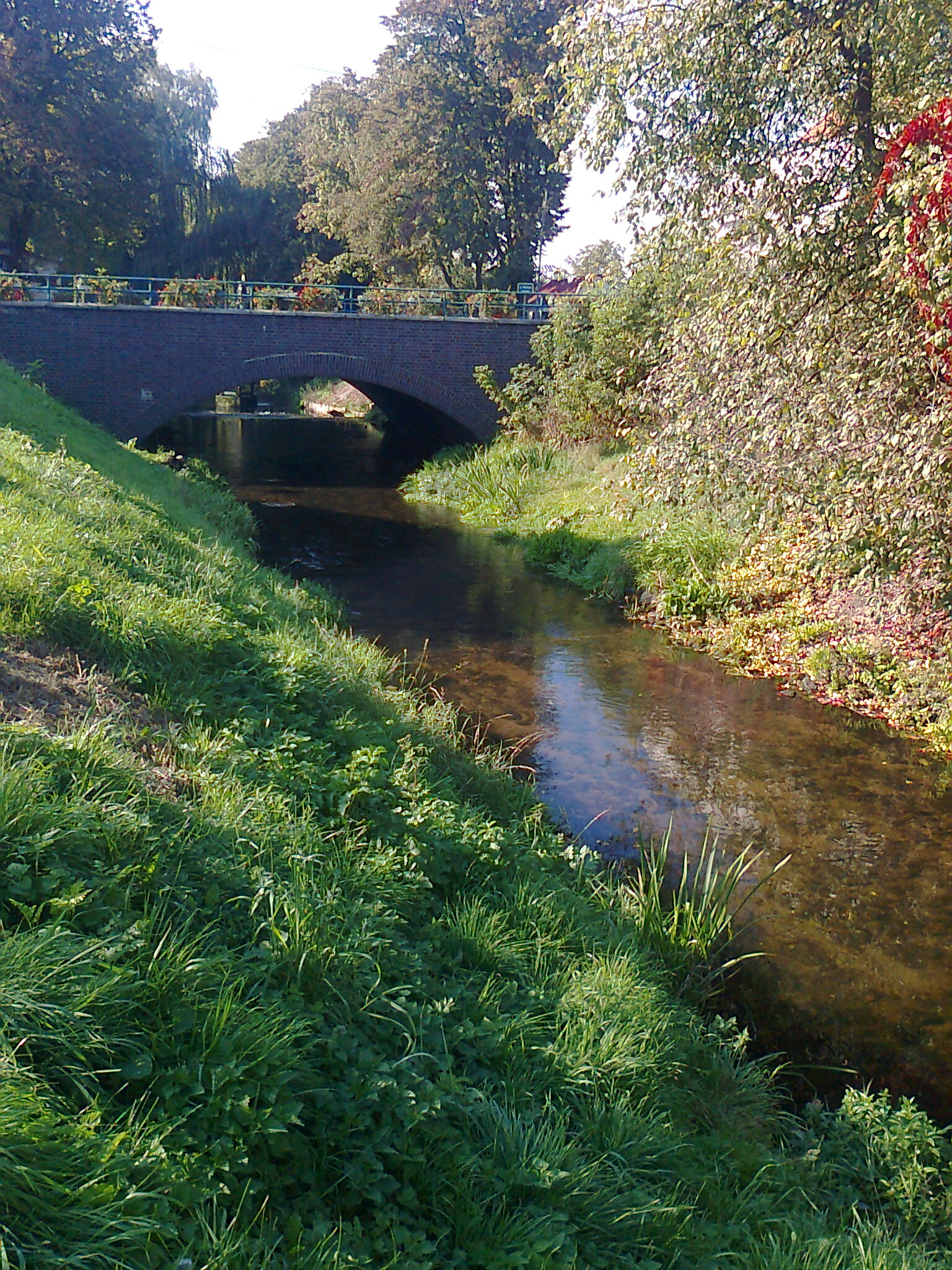
La Wełna à Wągrowiec.
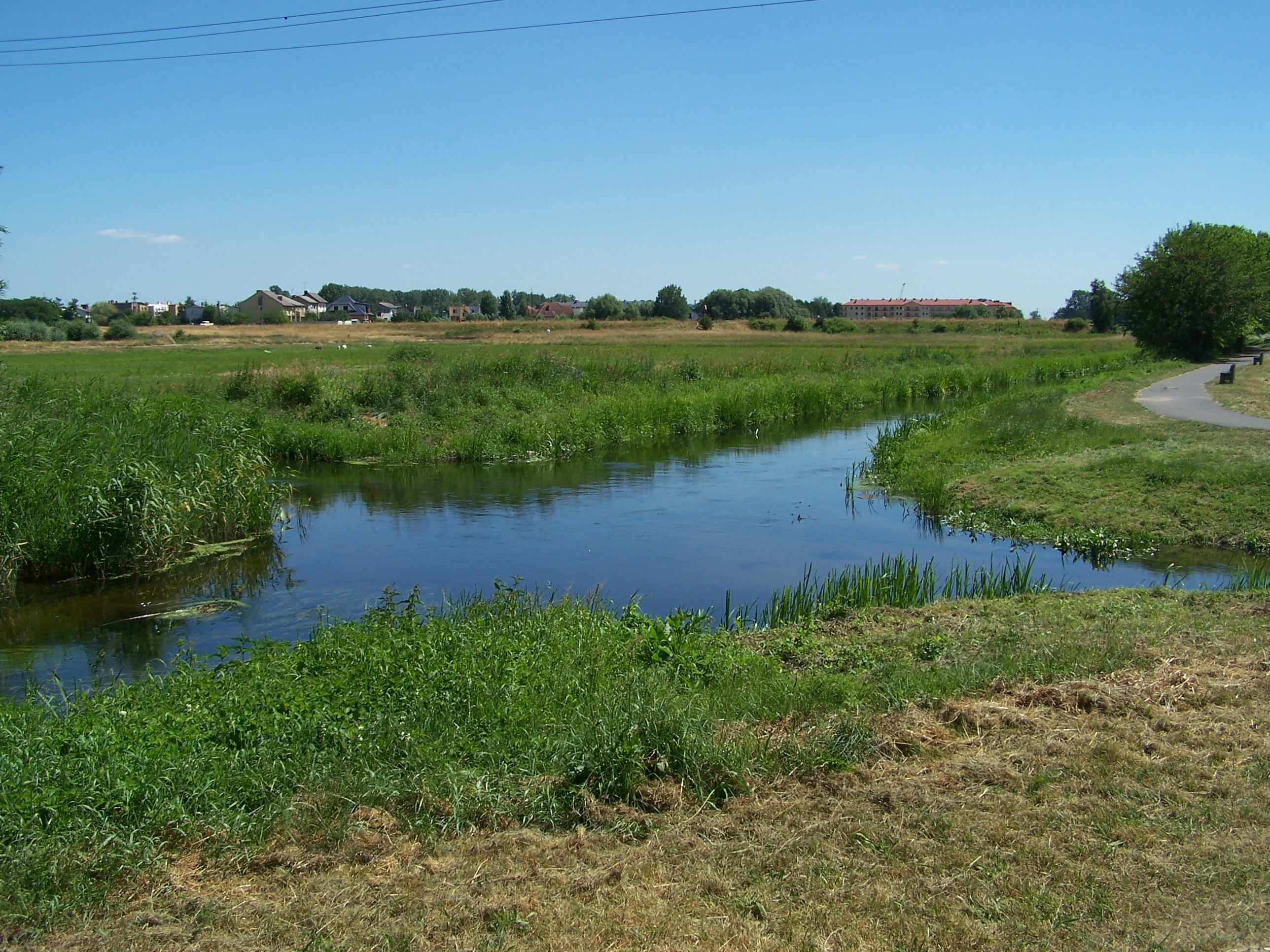
Le « croisement des rivières » Wełna et Nielba.

Alimenté par les eaux de la Wełna, le lac de Durowo borde la ville,
. C'est un lac d'origine glaciaire. Long de 4 340 m, large de 540 m et avec une profondeur moyenne de 7,9 m, il offre de nombreuses attractions pour la ville. Une plage a notamment été aménagée ainsi qu'un port de plaisance et en été, des régates sont organisées. Sur la rive ouest, le centre de réhabilitation et de repos Wielspin offre des séjours pour les personnes à mobilité réduite et les personnes âgées.

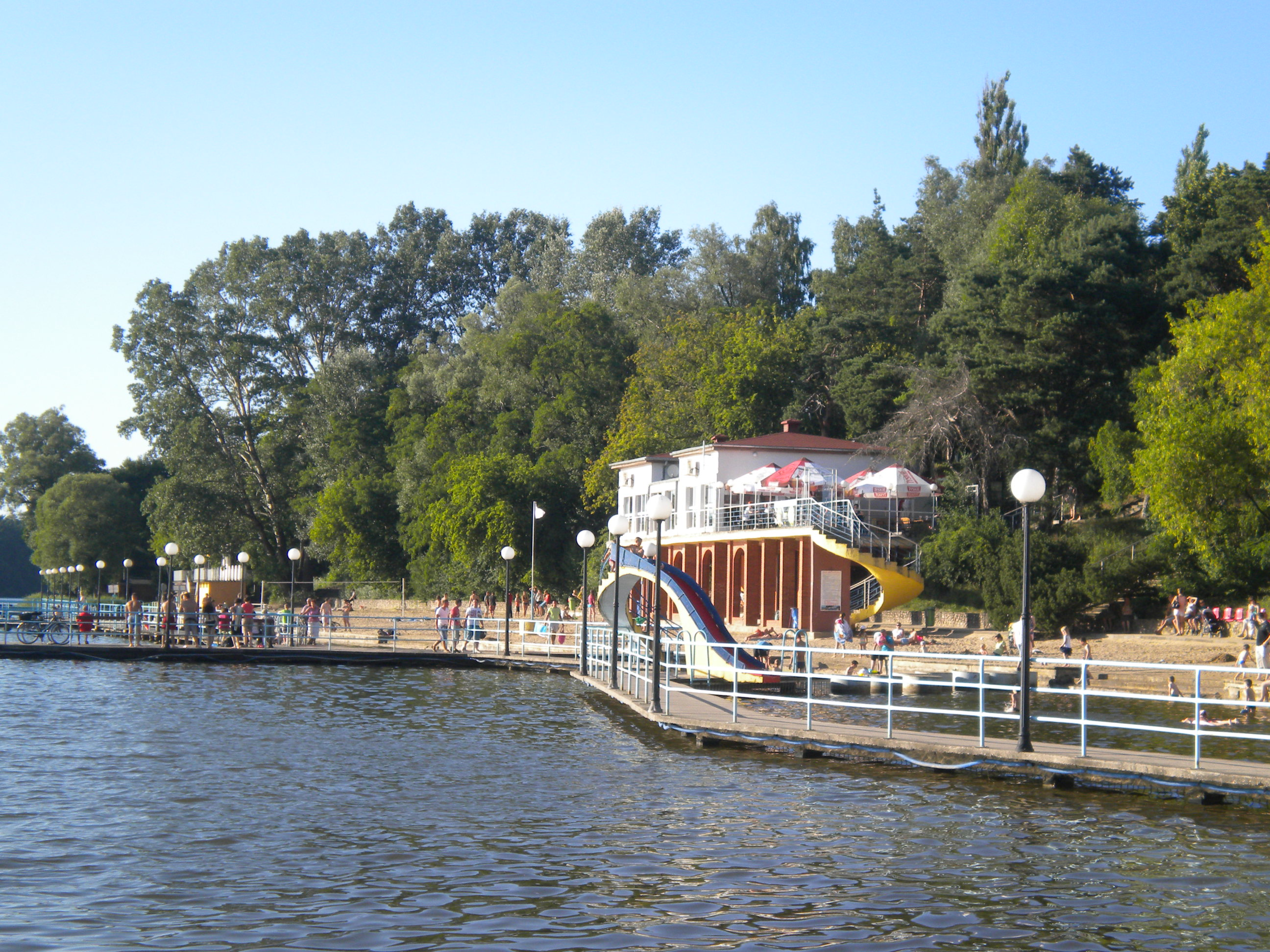
La plage.
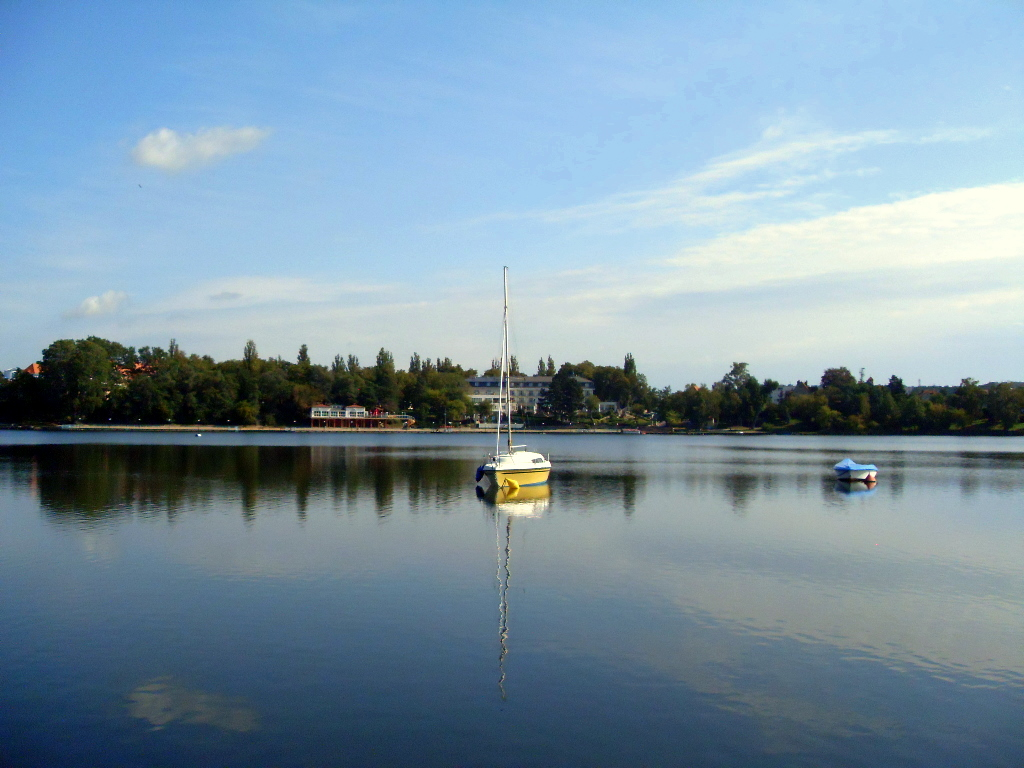
La plage vue de la rive ouest et en arrière-plan, l'hôtel Pietrak.
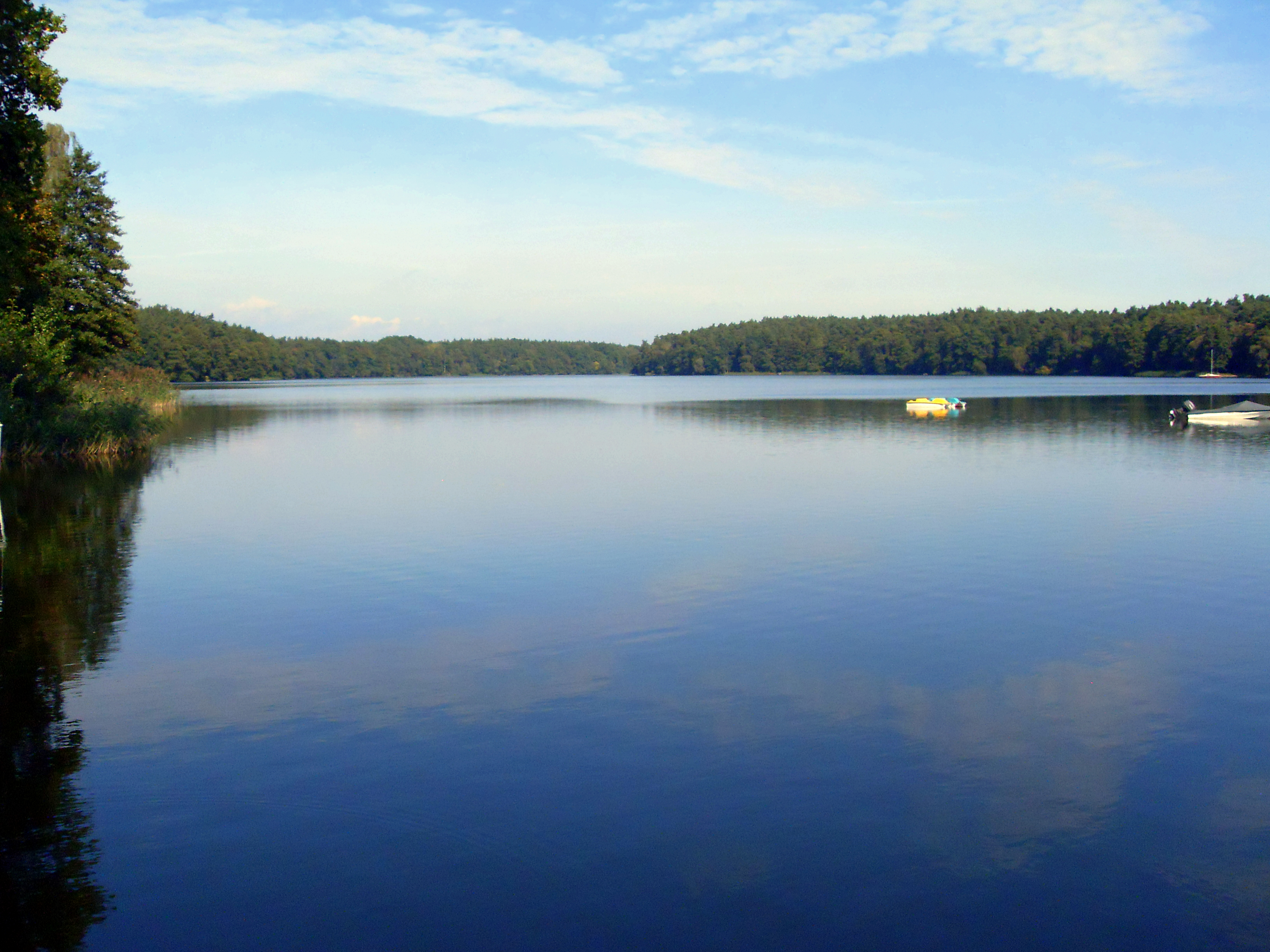
Une autre vue du lac.

### Climat
La ville de Wągrowiec est soumise à un climat continental, ; la mer Baltique se situe à environ 186 km à vol d'oiseau de Wągrowiec. En raison de son climat continental, les températures sont souvent rudes en été et en hiver, avec des températures dépassant les 30 °C pendant les mois de juillet et août, et certaines descendant jusqu'à - 15 °C en hiver. Avec les orages fréquents en été, c'est également pendant cette période que les précipitations sont les plus importantes.
| Mois                                | jan. | fév. | mars | avril | mai | juin | jui. | août | sep. | oct. | nov. | déc. | année   |
| ----------------------------------- | ---- | ---- | ---- | ----- | --- | ---- | ---- | ---- | ---- | ---- | ---- | ---- | ------- |
| Température moyenne (°C)            | 3    | 6    | 8    | 14    | 20  | 22   | 23   | 25   | 19   | 14   | 6    | 3    | 13,6    |
| Ensoleillement (h)                  | 62   | 84,8 | 124  | 180   | 248 | 210  | 186  | 217  | 150  | 93   | 60   | 31   | 1 645,8 |
| Précipitations (mm)                 | 36   | 39   | 53   | 35    | 36  | 87   | 71   | 53   | 55   | 46   | 35   | 41   | 587     |
| Nombre de jours avec précipitations | 21   | 22   | 22   | 21    | 16  | 21   | 22   | 20   | 17   | 20   | 21   | 26   | 249     |
| Humidité relative (%)               | 90   | 85   | 81   | 75    | 68  | 72   | 78   | 70   | 82   | 85   | 90   | 90   | 80,5    |

### Voies de communication et transport

#### Liaisons aériennes
À 1 heure 24 minutes de trajet routier depuis Wągrowiec, l'aéroport de Poznań-Ławica (code IATA : POZ • code OACI : EPPO) propose en 2015 des dessertes régulières à destination notamment de Beauvais, Varsovie, mais aussi à destination de l'Espagne, l'Allemagne ou encore le Royaume-Uni.

#### Liaisons ferroviaires
| - La gare avant les travaux. - La gare après les travaux (2015). |

La gare de Wągrowiec est desservie par 2 lignes régulières. La ligne no 356 (de), qui relie la gare de Poznań-ouest à Bydgoszcz, n'est en service qu'entre Poznań et Wągrowiec, la section entre Wągrowiec et Bydgoszcz étant abandonnée depuis 2004. Des liaisons quotidiennes sont quand même assurées jusqu'à Gołańcz 4 fois par jour. Cette ligne a été modernisée en 2011 grâce à l'aide de l'Union européenne qui a financé ces travaux à 50 %. Elle effectue des liaisons quotidiennes avec la capitale régionale environ 18 fois par jour. La seconde ligne, no 206 (de), relie la gare d'Inowrocław Rąbinek à celle de Drawski Młyn. En 2014, un appel d'offres est lancé pour une réhabilitation complète de la gare, devenue trop insalubre et ne correspondant plus aux normes. Les travaux se sont terminés à l'été 2015.

#### Infrastructure routière
La ville de Wągrowiec est traversée par les routes voïvodales 190 (de) (qui relie Gniezno à Krajenka), 196 (de) (qui relie Poznań à Wągrowiec) et 241 (de) (qui relie Rogoźno à Tuchola).

#### Transport en commun

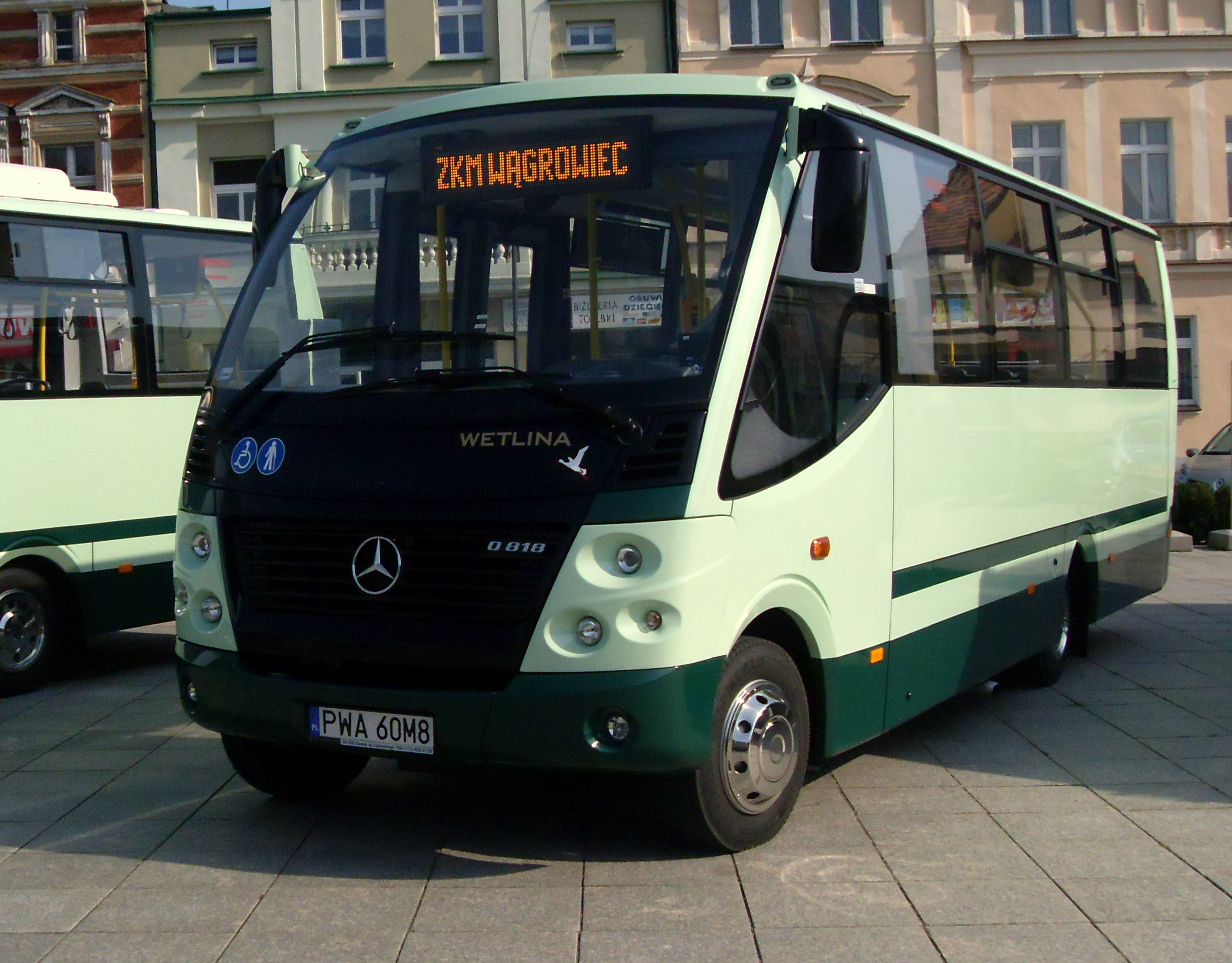
Un minibus du réseau de transports en commun.

Wągrowiec possède un réseau de transport public en autobus ou en minibus depuis 1980, géré par le ministère des transports polonais. Le réseau comporte 7 lignes, sillonné par 20 véhicules.

## Toponymie
| Formes successives attestées du nom de la ville : - Wangrovecz : 1381, moines du monastère de Łekno ; - Wangrowec : 1393, chancellerie du roi Ladislas II Jagellon ; - Wągrowiec ou Wągrowecz : XVIIIe siècle, usage commun ; - Wongrowitz : environ 1800, autorités prussiennes ; - Wągrówiec : 1918 - 1921, deuxième République de Pologne ; - Eichenbrück : 1940 - 1945, Seconde Guerre mondiale ; - Wągrowiec : depuis 1945. |

L'origine du nom de Wągrowiec reste encore assez mystérieuse, mais on suppose qu'il vient d'un ancien nom polonais, Wągroda (qui signifie zone partagée ou zone clôturée). Cela s'expliquerait par le fait que Wągrowiec a été fondée sur une île naturelle, entre la Wełna et la Nielba, qui est donc une zone clôturée. Le premier nom attesté de la ville est Wangrovecz, datant du 22 décembre 1381 dans un document écrit en latin par des moines du monastère de Łekno, situé à quelques kilomètres de la ville. En 1393, le chancelier du roi Ladislas II Jagellon a décrit la ville comme "communément appelée" Wangrowec. Au XVIIIe siècle, la forme Wągrowiec (ou Wągrowecz) est progressivement de plus en plus utilisée. À la suite des partages de la Pologne, Wągrowiec est passée sous administration prussienne. Par conséquent, tous les noms de villes des régions dominées ont été modifiés, afin de leur donner une consonance plus germanique. Ainsi, Wągrowiec s'est transformé en Wongrowitz durant toute l'occupation prussienne. Lors de la proclamation de l'indépendance de la Pologne, et des débuts de la Deuxième République de Pologne, le nom Wągrówiec fut utilisé momentanément, officiellement jusqu'au 15 mars 1921, pour ensuite retrouver le nom de Wągrowiec. Enfin, pendant la Seconde Guerre mondiale, les autorités allemandes, après avoir d'abord repris le nom prussien Wongrowitz, ont donné le nom Eichenbrück à Wągrowiec.

## Histoire
La partie la plus ancienne de Wągrowiec est située sur une île naturelle formée par les deux rivières qui traversent la ville, la Wełna et la Nielba. Le premier nom de Wągrowiec apparaît en l'an 1381, dans un acte de transfert de certaines terres. Bien avant, des moines cisterciens venus de Łekno (village situé à quelques kilomètres au nord de la ville) se sont installés dans cette zone.
De 1793 à 1919, Wongrowitz est le chef-lieu de l'arrondissement de Wongrowitz dans le district de Bromberg de la province de Posnanie.

## Monuments
- L'église collégiale Saint-Jacques, construite en 1575.
- L'église cistercienne, reconstruite au XVIIe siècle.

## Jumelages
- Le Plessis-Trévise
- Schönwalde-Glien
- Adendorf
- Gyula
- Krasnogorsk
- Burladingen
- Muggensturm